# Chrysopa intima
Chrysopa intima är en insektsart som beskrevs av Mclachlan 1893. Chrysopa intima ingår i släktet Chrysopa och familjen guldögonsländor. Inga underarter finns listade i Catalogue of Life.